# Otto Michaelis
Pour les articles homonymes, voir Michaelis.
Otto Michaelis, né le 17 septembre 1875 à Strasbourg et mort le 28 octobre 1949 à Erlangen (Bavière), est un pasteur et théologien protestant allemand, fils de l'archéologue allemand Adolf Michaelis qui fut professeur à l'Université de Strasbourg. Lui-même effectue l'essentiel de son parcours en Allemagne où il enseigne notamment l'hymnologie et la liturgie à l'école de musique Franz Liszt de Weimar.

## Sélection d'œuvres
- (de) Grenzlandkirche : eine Evangelische Kirchengeschichte Elsass Lothringens 1870-1918, Verl. Heitz & Cie, Strasbourg, 1934, 192 p. (texte intégral en ligne)
- (de) Deutsch-evangelisch im Elsass, Heliand, 1941
- (de) Das Elsass und das deutsche evangelische Kirchenlied, G. Schloessmann, 1941
- (de) Elsässische Gestalten, Begegnungen in zwölf Jahrhunderten,  Evangelische Buchhandlung, 1942
- (de) Lebensbilder der Liederdichter und Melodisten,  Vandenhoeck & Ruprecht, 1957 (éd. posthume)